# OS X El Capitan
OS X 10.11 El Capitan (dall'omonima montagna nel parco di Yosemite) è la dodicesima versione del sistema operativo macOS sviluppato dalla Apple Inc.. È stato presentato ufficialmente al pubblico da Craig Federighi l'8 giugno 2015 a San Francisco, durante l'evento Apple WWDC.
La distribuzione della versione è iniziata il 30 settembre 2015.

## Caratteristiche principali
Una delle modifiche principali a livello di sistema è l'introduzione delle librerie Metal, che consentono di migliorare la gestione della grafica, ottimizzando l'interazione tra la CPU principale e il processore grafico. Secondo Apple, questa tecnologia permette un incremento della velocità di rendering fino al 50% e un aumento di efficienza fino al 40%.
Un'altra nuova funzionalità di sistema è il supporto della modalità split view, che visualizza affiancate a schermo intero due applicazioni in esecuzione a scelta, con la possibilità di ritornare in qualsiasi momento alla modalità di visualizzazione ordinaria della scrivania.
Per quanto riguarda le applicazioni fornite col sistema, al client di posta Mail è stato implementato il supporto delle schede (tab), una gestione migliorata della modalità a schermo intero, un potenziamento del sistema di completamento automatico del testo e il supporto di nuovi comandi gestuali.
Il browser Safari supporta una nuova modalità aggiuntiva di gestione dei siti preferiti, con il meccanismo del pinning, la possibilità di silenziare l'audio a livello del singolo tab di visualizzazione e un'interazione migliorata con la Apple TV per lo streaming di contenuti video direttamente da web. Sono state potenziate inoltre altre applicazioni come Note, Foto e Mappe, con l'aggiunta a quest'ultima dei dati relativi alle reti di trasporto pubbliche.
Sono state inoltre introdotte nuove famiglie di caratteri per la lingue cinese e giapponese e, per quest'ultima, dei miglioramenti al metodo di scrittura.
Per quanto riguarda gli strumenti di sviluppo, il sistema estende il supporto alla codifica di applicazioni tramite il linguaggio Swift 2.0.
Per quanto riguarda la sicurezza, Apple ha attivato da OS X El Capitan in poi una nuova funzione di protezione chiamata System Integrity Protection, anche detta rootless. Questo strumento è volto a prevenire che eventuale codice maligno o compromesso possa essere installato, intenzionalmente o accidentalmente, in OS X.

## Versioni
|  | Dismessa |  | Versione corrente |  | Beta |

| Versione | Build  | Data              | Nome OS       | Dettagli                                                 | Download                                                                          |
| -------- | ------ | ----------------- | ------------- | -------------------------------------------------------- | --------------------------------------------------------------------------------- |
| 10.11    | 15A284 | 30 settembre 2015 | Darwin 15.0.0 | Pubblicato sull'App Store                                | N.D.                                                                              |
| 10.11.1  | 15B42  | 21 ottobre 2015   | Darwin 15.0.0 | Informazioni sull'aggiornamento OS X El Capitan v10.11.1 | Aggiornamento OS X El Capitan 10.11.1                                             |
| 10.11.2  | 15C50  | 8 dicembre 2015   | Darwin 15.2.0 | Informazioni sull'aggiornamento OS X El Capitan v10.11.2 | Aggiornamento OS X El Capitan 10.11.2 Aggiornamento Combo OS X El Capitan 10.11.2 |
| 10.11.3  | 15D21  | 19 gennaio 2016   | Darwin 15.3.0 | Informazioni sull'aggiornamento OS X El Capitan v10.11.3 | Aggiornamento OS X El Capitan 10.11.3 Aggiornamento Combo OS X El Capitan 10.11.3 |
| 10.11.4  | 15E65  | 21 marzo 2016     | Darwin 15.4.0 | Informazioni sull'aggiornamento OS X El Capitan v10.11.4 | Aggiornamento OS X El Capitan 10.11.4 Aggiornamento Combo OS X El Capitan 10.11.4 |
| 10.11.5  | 15F34  | 16 maggio 2016    | Darwin 15.5.0 | Informazioni sull'aggiornamento OS X El Capitan v10.11.5 | Aggiornamento OS X El Capitan 10.11.5 Aggiornamento Combo OS X El Capitan 10.11.5 |
| 10.11.6  | 15G31  | 18 luglio 2016    | Darwin 15.6.0 | Informazioni sull'aggiornamento OS X El Capitan v10.11.6 | Aggiornamento Combo OS X El Capitan 10.11.6                                       |

## Requisiti minimi di sistema
| Memoria (RAM)                | 2 GB            |
| Scheda video                 | OpenGL 4.3      |
| Bluetooth                    | 4.0 Low Energy  |
| Spazio libero su disco fisso | 8 GB            |
| Sistema operativo            | Mac OS X 10.6.8 |

### Dispositivi supportati
- iMac (Metà 2007 e successivi)
- MacBook (13″ Alluminio, Late 2008), (13 pollici, inizio 2009 e successivi)
- MacBook Pro (13 pollici, metà 2009 e successivi), (15 pollici, Metà\Fine 2007 e successivi)
- MacBook Air (fine 2008 e successivi)
- Mac mini (inizio 2009 e successivi)
- Mac Pro (inizio 2008 e successivi)
- Xserve (inizio 2009)